# ایلیوشین ایل-۱۴
ایلیوشین-۱۴ (به انگلیسی: Ilyushin Il-14) یک هواپیمای ساختِ کارخانهٔ ایلیوشین در کشور اتحاد جماهیر سوسیالیستی شوروی است. نخستین استفاده‌کنندهٔ این هواپیما نیروی هوایی شوروی بوده‌است. این هواپیما در ۱ اکتبر ۱۹۵۰ میلادی نخستین پرواز خود را انجام داد.